# John Tsang
John Tsang Chun-wah, né le 21 avril 1951, est un homme politique hongkongais.